# Gilberto Adame
Gilberto Adame Soltero (ur. 31 maja 1972 w Guadalajarze) – meksykański piłkarz występujący na pozycji środkowego obrońcy, reprezentant Meksyku, trener piłkarski, od 2025 roku prowadzi Morelię.

## Kariera klubowa
Adame pochodzi z miasta Guadalajara i jest wychowankiem akademii piłkarskiej tamtejszego zespołu Club Atlas. Do treningów seniorskiej drużyny został włączony jako dziewiętnastolatek przez urugwajskiego szkoleniowca Luisa Garisto i w meksykańskiej Primera División zadebiutował 14 września 1991 w przegranym 0:1 meczu z Veracruz. Nie potrafił sobie jednak wywalczyć pewnego miejsca w wyjściowej jedenastce i po upływie roku odszedł z Atlasu, po czym przez kilka lat występował w kilku drużynach z drugiej ligi meksykańskiej, jak Atlético Tecomán. W 1995 roku podpisał umowę z inną ekipą z Guadalajary, Tecos UAG, gdzie z kolei od razu został kluczowym punktem defensywy i 24 marca 1996, w wygranej 2:0 konfrontacji z Tolucą, zdobył swojego premierowego gola w najwyższej klasie rozgrywkowej. W tym samym roku triumfował z Tecos w rozgrywkach Pucharu Zdobywców Pucharów CONCACAF. Był to zarazem jego jedyny sukces odniesiony z tym klubem, którego barwy reprezentował łącznie przez niemal osiem lat, rozgrywając dla niego 231 ligowych meczów i jest uznawany za jedną z najważniejszych postaci w jego historii.
Wiosną 2002 Adame udał się na półroczne wypożyczenie do jednego z najbardziej utytułowanych zespołów w kraju, Chivas de Guadalajara, który został już trzecią drużyną z jego rodzinnego miasta, w której występował. Tam pełnił rolę podstawowego stopera, jednak nie odniósł w jego barwach żadnego osiągnięcia. W połowie 2003 roku został wypożyczony po raz kolejny, tym razem na rok do drugoligowego Club León, z którym jako pewny punkt linii defensywnej wygrał rozgrywki Primera División A w wiosennym sezonie Clausura 2004, lecz wobec porażki w decydującym dwumeczu z Dorados nie zaowocowało to awansem do pierwszej ligi. W lipcu 2004, także na zasadzie wypożyczenia, zasilił drugoligową ekipę Querétaro FC, w której doświadczył identycznej sytuacji jak przed rokiem z Leónem; jako podstawowy gracz wygrał drugą ligę w sezonie Clausura 2005, ale jego drużyna nie awansowała do najwyższej klasy rozgrywkowej, przegrywając w barażach o promocję z San Luis.
Latem 2005 Adame kolejny raz został wypożyczony, do występującej w drugiej lidze meksykańskiej drużyny CD Irapuato, gdzie grał przez rok w roli podstawowego obrońcy, w przeciwieństwie do poprzednich klubów nie odnosząc jednak żadnego większego sukcesu. W styczniu 2007, po ostatnim pół roku spędzonym na najwyższym szczeblu rozgrywek w barwach Tecos, podpisał umowę z nowo powstałym drugoligowym zespołem Club Tijuana, w którego barwach spędził następne sześć miesięcy. Profesjonalną karierę piłkarską zakończył natomiast w wieku 35 lat w Tampico Madero FC, również z drugiej ligi, w którym mimo zaawansowanego wieku miał niepodważalną pozycję w wyjściowym składzie.

## Kariera reprezentacyjna
W seniorskiej reprezentacji Meksyku Adame zadebiutował za kadencji selekcjonera Enrique Mezy, 25 października 2000 w przegranym 0:2 meczu towarzyskim z USA. Był to zarazem jego jedyny występ w pierwszej kadrze narodowej.

## Kariera trenerska
Niemal bezpośrednio po zakończeniu kariery piłkarskiej Adame został trenerem, początkowo podejmując pracę jako asystent szkoleniowca José Luisa Saldívara w jednym ze swoich byłych klubów, drugoligowym Querétaro FC. Jesienią 2010 był trenerem trzecioligowych rezerw Tecos UAG (klub zmienił już nazwę na Estudiantes Tecos), natomiast wiosną 2011 pełnił funkcję opiekuna drużyny do lat 20 w pierwszoligowej ekipie Club Santos Laguna z siedzibą w mieście Torreón, którą trenował wówczas Rubén Omar Romano. W latach 2011–2012 był asystentem José Luisa Salgado w pierwszej drużynie Tecos, a po jego odejściu na krótki czas tymczasowo objął stery zespołu. W latach 2012–2013 ponownie współpracował z Rubénem Omarem Romano, tym razem w ekipie Monarcas Morelia.